# دودسال جروب
مجموعة دودسال هي تكتل متعدد الجنسيات يقع مقرها الرئيسي في دبي ، الإمارات العربية المتحدة . تعمل في مجالات التجارة والتوزيع. الهندسة والمشتريات والبناء ؛ التنقيب والإنتاج؛ مطاعم غير رسمية لتناول الطعام؛ والتصنيع .
وهي مملوكة بالكامل لراجين إيه كيلاتشاند ، رئيس مجلس الإدارة ورئيس المجموعة.

## روابط خارجية
- الموقع الرسمي